# Pella (Piemont)
Pella (piemontesisch und lombardisch Pela) ist eine Gemeinde mit 870 Einwohnern (Stand 31. Dezember 2023) am Westufer des Ortasees in der italienischen Provinz Novara (NO), Region Piemont.
Die Nachbargemeinden sind Cesara, Madonna del Sasso, Nonio, Orta San Giulio, Pettenasco und San Maurizio d’Opaglio.

## Geographie
Das Gemeindegebiet umfasst eine Fläche von acht km².